# Науменко Володимир Васильович (учений)
Володимир Васильович Науменко (28 липня 1919, Смоляж, нині Ніжинського району, Чернігівської області — 28 жовтня 2009, Київ) — український науковець, доктор біологічних наук, професор, заслужений працівник освіти України, ветеран німецько-радянської війни, полковник ветеринарної служби. Вперше запропонував методику вивчення умовно-рефлекторної діяльності у свиней та встановив основні типи вищої нервової діяльності цих тварин.

## Біографічні відомості
В. В. Науменко народився 28 липня 1919 року в селі Смоляж на Чернігівщині в родині сільського вчителя, директора школи Василя Калениковича Науменка. У школі він вчився добре, був старанним, всім цікавився, а особливо — тваринами, птахами. Після закінчення школи хлопець навчався в Ніжинському ветеринарному технікумі, потім — у Київському ветеринарному інституті, який закінчив з відзнакою.
Після закінчення інституту в 1941 році його направили на роботу в Чернівецьку область. Там Володимир Васильович виконував обов'язки директора ветеринарної лабораторії, а його дружина Клавдія Давидівна завідувала бактеріологічним відділом. Тут їх застала війна. Залишатися у Чернівцях було небезпечно, тому Володимир Васильович привіз дружину з сином у хутір Лісовий, що поблизу Ніжина, де з 1933 року жили його батьки, а сам добровольцем пішов на фронт.
Після військової підготовки у стрілецькому полку та курсів удосконалення ветлікарів у Москві В. Науменко був призначений старшим ветлікарем стрілецької дивізії Північно-Західного фронту. Важкий тягар ліг на плечі молодого спеціаліста, адже роль кавалерії під час німецько-радянської війни була надзвичайно велика. Не по всіх дорогах проходила військова техніка, і на допомогу приходили коні.
Через всю війну пройшов Володимир Васильович, визволяючи рідні міста і села, інші держави від фашистів. Про його мужність та героїзм говорять високі нагороди: орден Вітчизняної війни першого і другого ступенів, орден Червоної зірки, численні медалі.
Володимир Науменко до 1951 року був на військовій службі, а потім — на викладацькій роботі: спочатку асистентом, потім доцентом, професором, завідувачем кафедри Київського ветеринарного інституту, пізніше Української сільськогосподарської академії, Національного аграрного університету. У 1958 році Володимир Васильович захистив кандидатську дисертацію, у 1970 році йому присвоєно вчене звання доктор біологічних наук, у 1971 році — професор.
Ім'я В. Науменка відоме далеко за межами України, воно занесене в книгу «Українські вчені — аграрії XX століття». У 2001 році Володимир Васильович став Державним стипендіатом.
Протягом двох десятиліть у газеті «За сільськогосподарські кадри» публікувалися про нього статті, як про чудову людину, талановитого вченого, мудрого наставника. В. В. Науменко опублікував 107 наукових робіт, видав навчальний посібник та практикум з фізіології сільськогосподарських тварин для студентів ветеринарних та зооінженерних факультетів. У 2002 році вийшла його книга спогадів «Дорогами війни», у 2003 році — книга «Незабутнє». Помер 28 жовтня 2009 року у Києві.

## Основні праці
- Учбовий посібник з фізіології (практикум). — К., 1978; 1980; 1990; 1993;
- Аналізатори. — К., 1991;
- Фізіологія сільськогосподарських тварин: підручник. — К., 1994 (співавт.);
- Особливості умовно-рефлекторної діяльності, типи нервової системи та їх зв'язок із деякими вегетативними функціями у свиней // Науковий вісник Національного аграрного університету. — К., 2004. — Вип. 78;
- Фізіологія тварин: підручник. — В., 2010 (співавт.).